# Montcabrier (Lot)
Montcabrier település Franciaországban, Lot megyében. Lakosainak száma 342 fő (2022. január 1.). Montcabrier Loubejac, Cassagnes, Duravel, Puy-l’Évêque, Saint-Martin-le-Redon és Sauveterre-la-Lémance községekkel határos.

## Népesség
A település népességének változása:
| Lakosok száma | 426  | 352  | 403  | 397  | 343  | 353  | 355  | 348  | 345  | 342  |
|               | 1968 | 1982 | 1990 | 2006 | 2013 | 2015 | 2017 | 2019 | 2020 | 2022 |